# Eugène Guillaume
Jean-Baptiste-Claude-Eugène Guillaume, noto semplicemente come Eugène Guillaume (Montbard, 4 luglio 1822 – Roma, 1º marzo 1905), è stato uno scultore e critico d'arte francese.

## Biografia

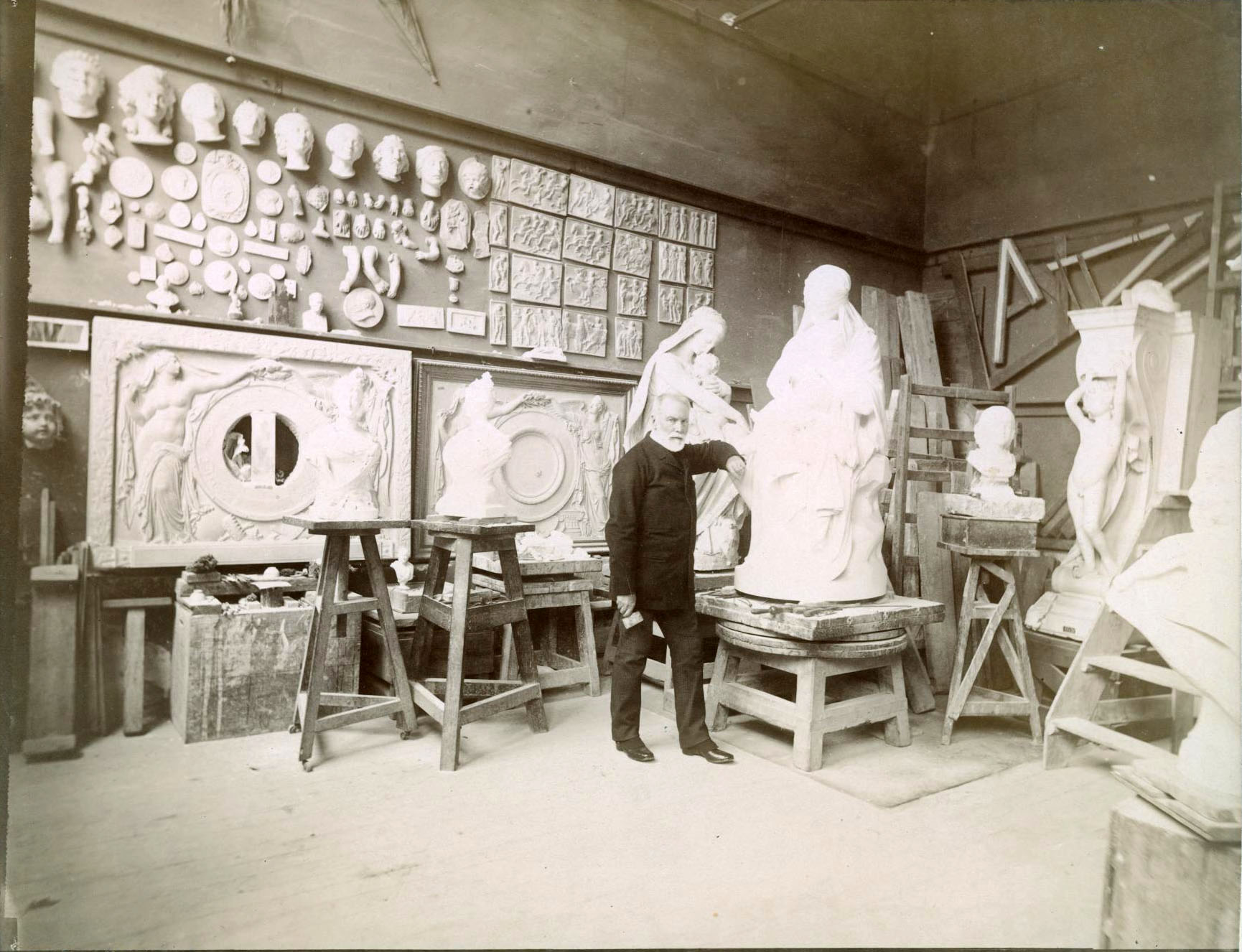
Eugène Guillaume nel suo studio, nel 1885-1890 circa.

Alunno dello scultore James Pradier, Eugène Guillaume vinse il primo gran premio di Roma per la scultura nel 1845 con una statua avente come soggetto "Teseo che trova su una roccia la spada di suo padre". In seguito fu a capo di un atelier, poi fu il direttore della scuola di belle arti di Parigi dal 1864 al 1878 e in seguito un professore di disegno alla scuola politecnica. Egli espose alcune opere al Salone di Parigi, come la Nascita di Venere del 1894.
Fu un professore al collegio di Francia a partire dal 1882 e diresse l'accademia di Francia a Roma (la villa Medici) dal 1891 al 1904/1905. Nel 1890, presiedette l'esposizione internazionale del bianco e nero. Il 26 maggio del 1898 venne eletto all'accademia francese in sostituzione del duca d'Aumale. Fu premiato con la gran croce della Legion d'onore il 16 agosto del 1900. Guillaume scrisse anche delle opere di critica d'arte, soprattutto sulla scultura e sull'architettura dell'epoca classica e del Rinascimento italiano. Suoi sono anche dei discorsi pronunciati in occasioni solenni.
Egli morì nel 1905 ed è sepolto a Parigi, nella sessantasettesima divisione del cimitero di Père-Lachaise.

## Opere nelle collezioni pubbliche
Danimarca
- Copenaghen, Ny Carlsberg Glyptotek: Ludwig van Beethoven, anni 1870, busto in marmo.[6]

Francia

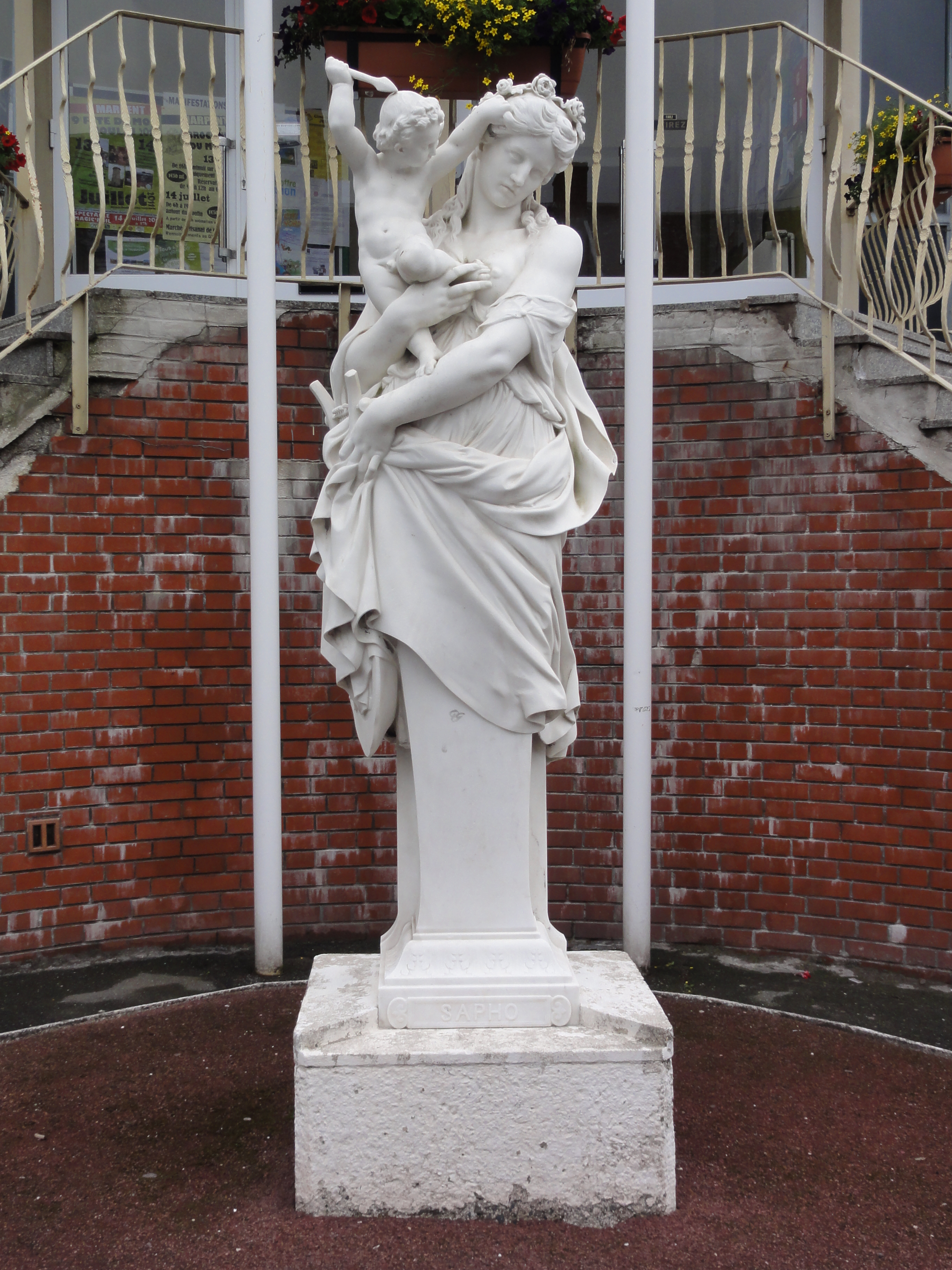
Saffo, municipio di Marpent (1878)

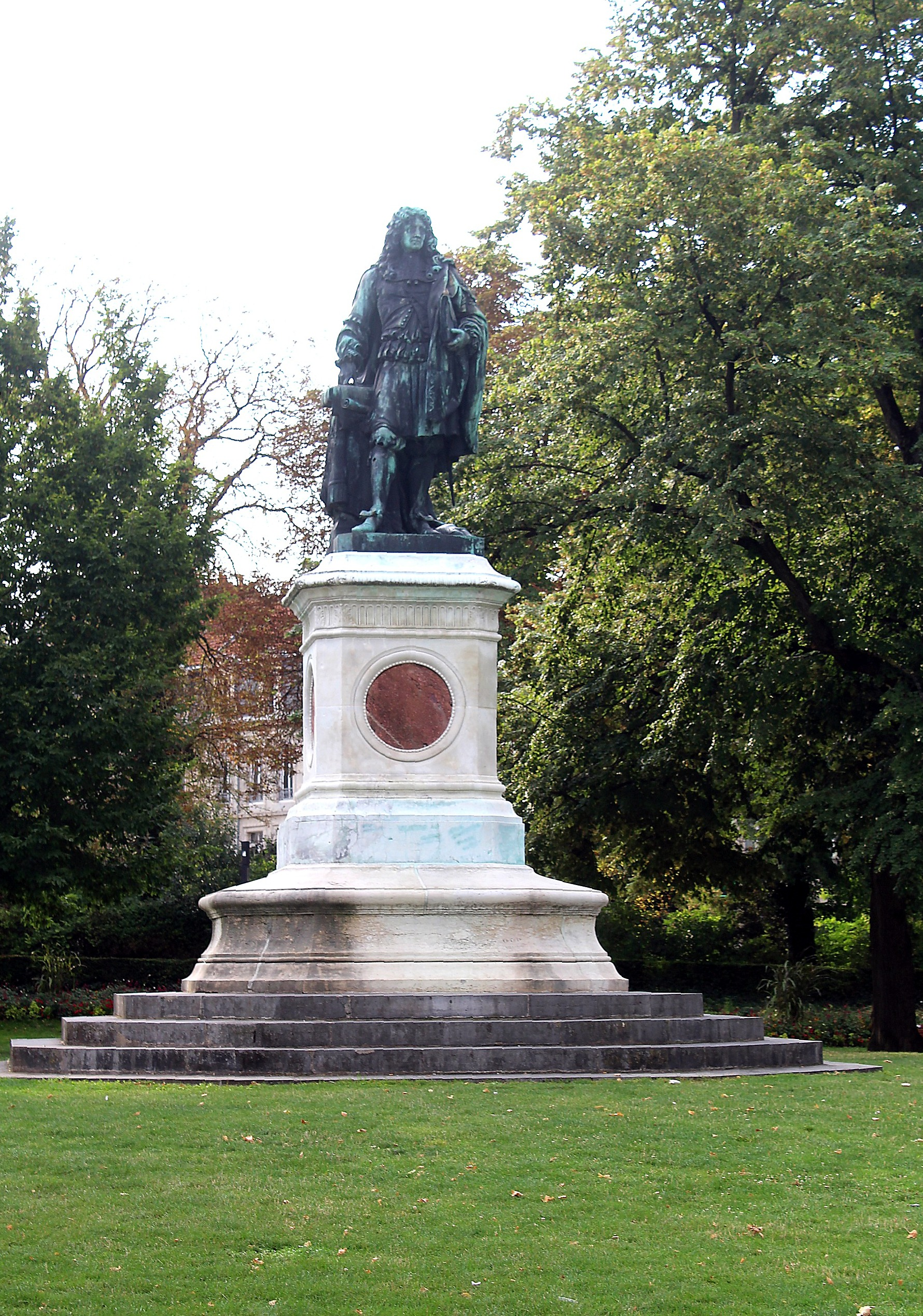
Monumento a Colbert, Reims, square Colbert (1860)

- Angers, entrata del giardino delle Piante: Monumento a Michel-Eugène Chevreul, 1893, bronzo, 237 × 110 × 180 cm, fuso dagli alunni della scuola nazionale delle arti e dei mestieri di Angers nel 1893. Chevreul è raffigurato seduto.
- Bagnères-de-Luchon: François Ier et sa sœur Marguerite fondant le Collège de France, 1905, gruppo in marmo.
- Chantilly, castello di Chantilly: Bossuet, 1887, statua in marmo.
- Clermont-Ferrand, square Blaise-Pascal: Blaise Pascal, bronzo, 1879, fuso da Ferdinand Barbedienne, inaugurato nel 1880.[1][7]
- Gray, museo Baron-Martin:
  - Anacréon couronné de roses, bronzo, 40 × 18 × 28 cm;
  - Bonaparte, lieutenant d'artillerie, gesso patinato, 45 × 15 × 14 cm;
- Lione, museo di belle arti: Castalia, 1883, statua in marmo.
- Marpent, municipio: Saffo, 1878, termine in marmo.
- Neuvy-sur-Barangeon: quattro statue, 1903, marmo, agli angoli dello stagno del parco del castello di Grand-Chavanon o di Sant'Uberto, costruito dal 1895 al 1897 per il visconte Robert du Bourg de Bozas.
- Parigi:
  - basilica delle Sante Clotilde e Valeria: Santa Clotilde, 1854, statua in pietra policroma e dorata, vetro, smalto. Policromia di Alexandre Denuelle.
  - cimitero di Père-Lachaise, diciannovesima divisione: La Sculpture, basssorilievo in pietra che orna la tomba dello scultore Francisque Duret e del pittore Pierre Auguste Cot.
  - École nationale supérieure des beaux-arts:
    - Monumento a Ingres, 1871;
    - Félix Duban, 1884, busto in bronzo, entrata dell'anfiteatro d'onore.

  - fontana di Saint-Michel: La forza, 1860, statua in pietra, una delle quattro virtù cardinali.
  - chiesa della Santa Trinità: statue di Ilario di Poitiers, Agostino d'Ippona e Gregorio di Nazianzo.
  - museo d'Orsay:
    - Falciatore, 1849, statua in bronzo;
    - Anacreonte, 1851, statua in marmo;[8]
    - Anacreonte, 1875 circa, statuetta in gesso;[9]
    - I Gracchi, 1853, dobbio busto in bronzo. Il modello in gesso venne creato alla villa Medici nel 1847-1848;
    - Napoléon Ier en empereur romain, statuetta in cera;
    - Ritratto di Jules Ferry, 1887, busto in gesso;
    - Ritratto di Jules Grévy, 1896, buste in gesso.

  - opéra Garnier, facciata principale: La Musique instrumentale, 1869, gruppo in pietra.
  - Palazzo di Giustizia, galleria di San Luigi della corte di cassazione: Statua di San Luigi, 1878.
  - palazzo del Louvre:
    - L'Abondance, altorilievo in pietra, e due Cariatidi, 1857, frontone della facciata sud del padiglione Turgot;
    - Michel de l'Hospital, 1855, statua in pietra, ala Daru.
- Marsiglia, facciata del palazzo della Borsa:
  - La navigazione, 1859, altorilievo;
  - Il commercio, 1859, altorilievo.
- Reims, square Colbert: Monumento a Colbert, 1860, bronzo. Piedistallo di Théodore Ballu.[1][10]
- Suresnes, fortezza di Mont-Valérien: Anacreonte.
- Versailles, reggia di Versailles:
  - Paul Bert, 1887, busto in gesso;
  - Monumento ad Adolphe Thiers, 1903. Thiers è raffigurato sulla tribuna, e ai suoi piedi si trovano tre libri che rappresentano la storia della rivoluzione, del consolato e dell'impero. Il piedistallo è fiancheggiato dai geni della Storia e dell'Eloquenza.

## Galleria d'immagini

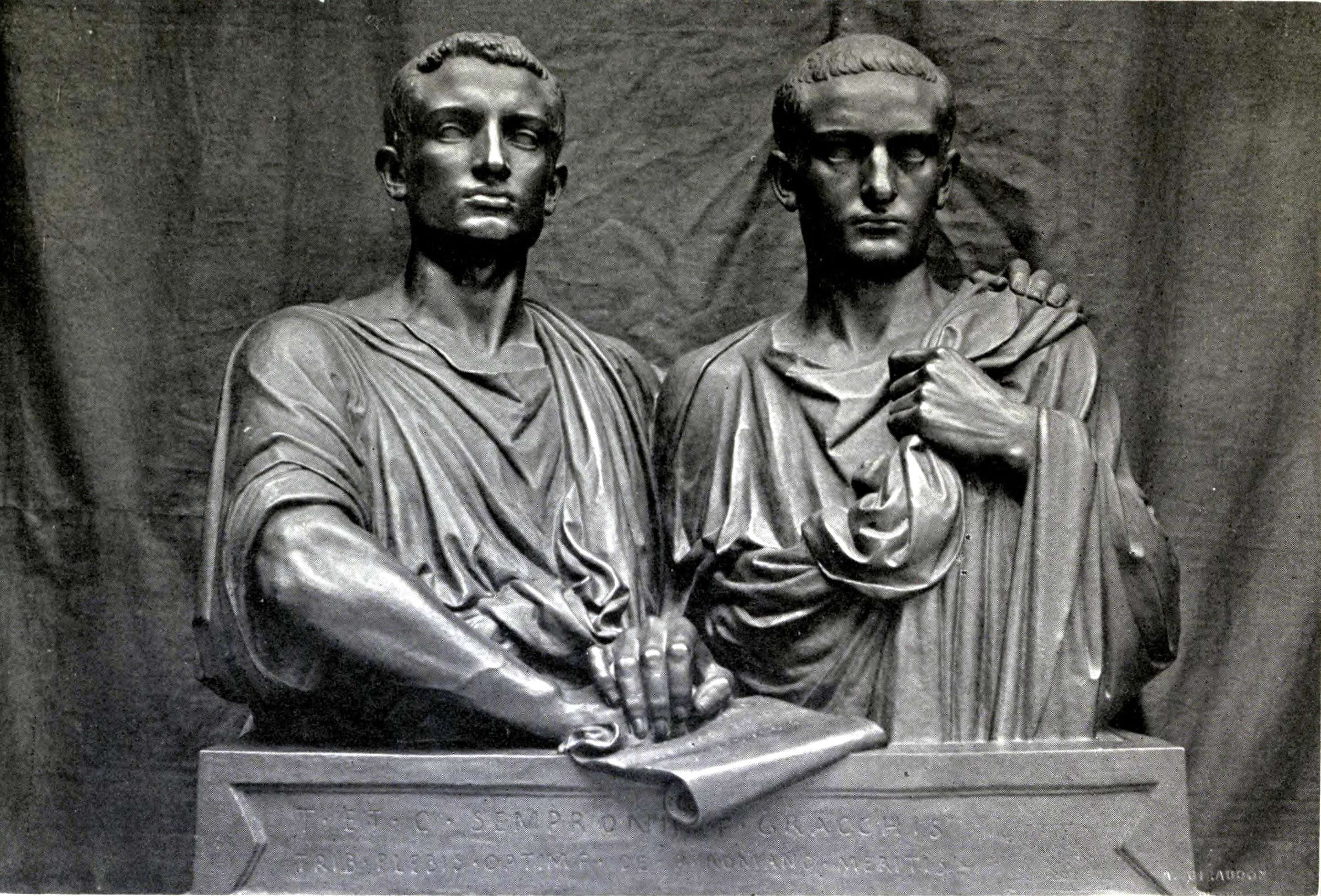
I Gracchi, museo d'Orsay, Parigi (1853)
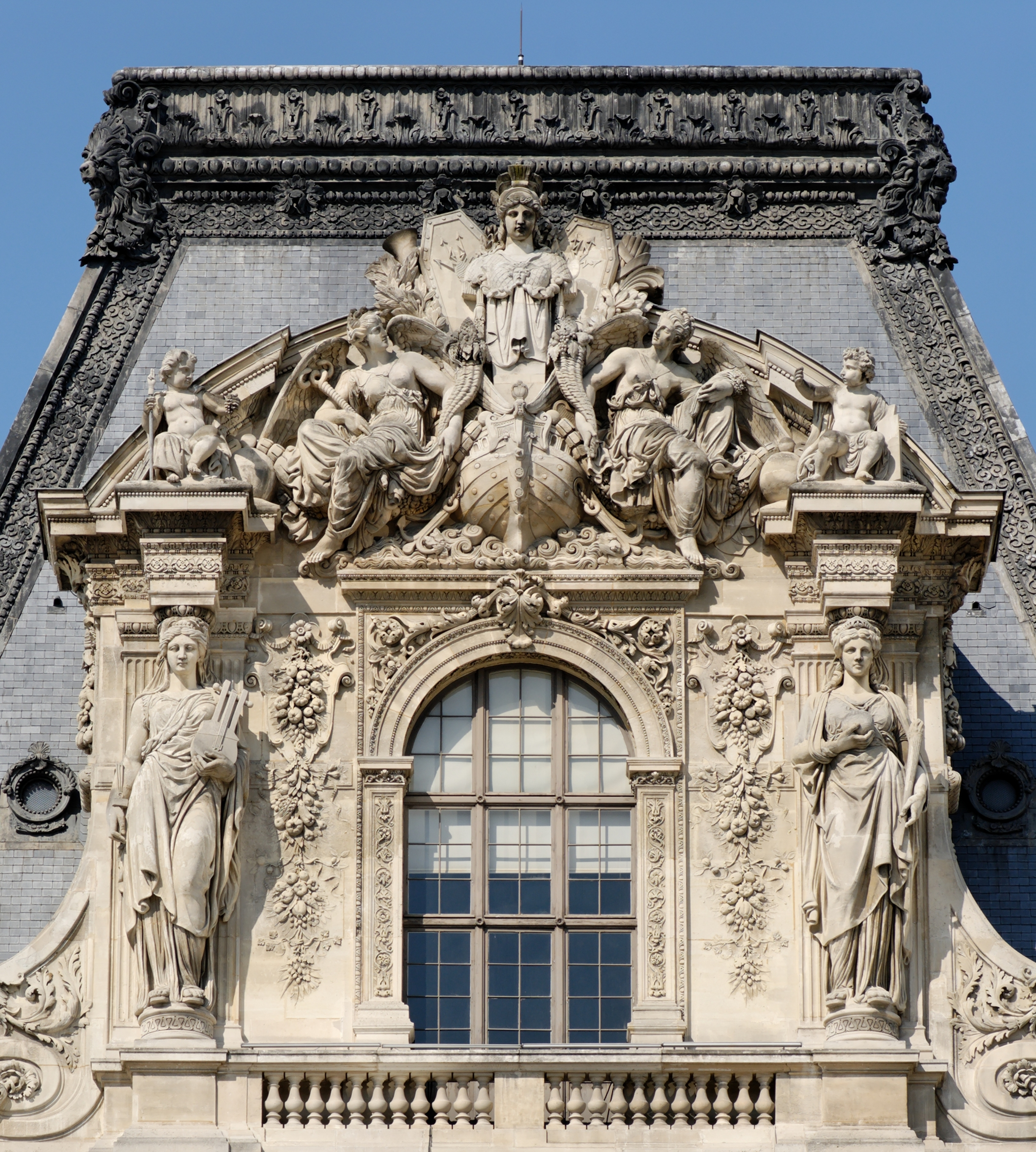
L'Abondance e le cariatidi, museo del Louvre, Parigi (1857)
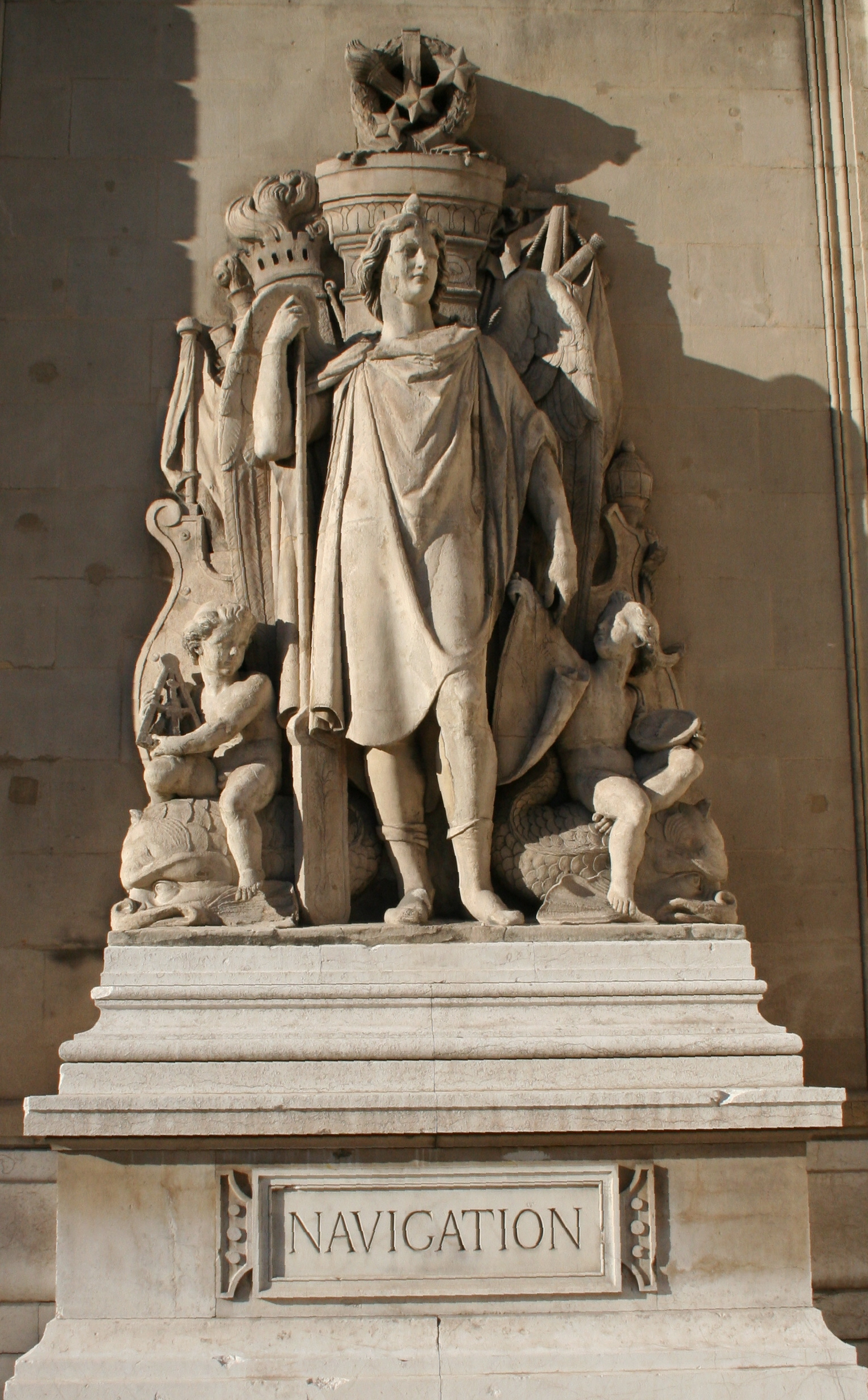
La navigazione, palazzo della Borsa, Marsiglia (1859)
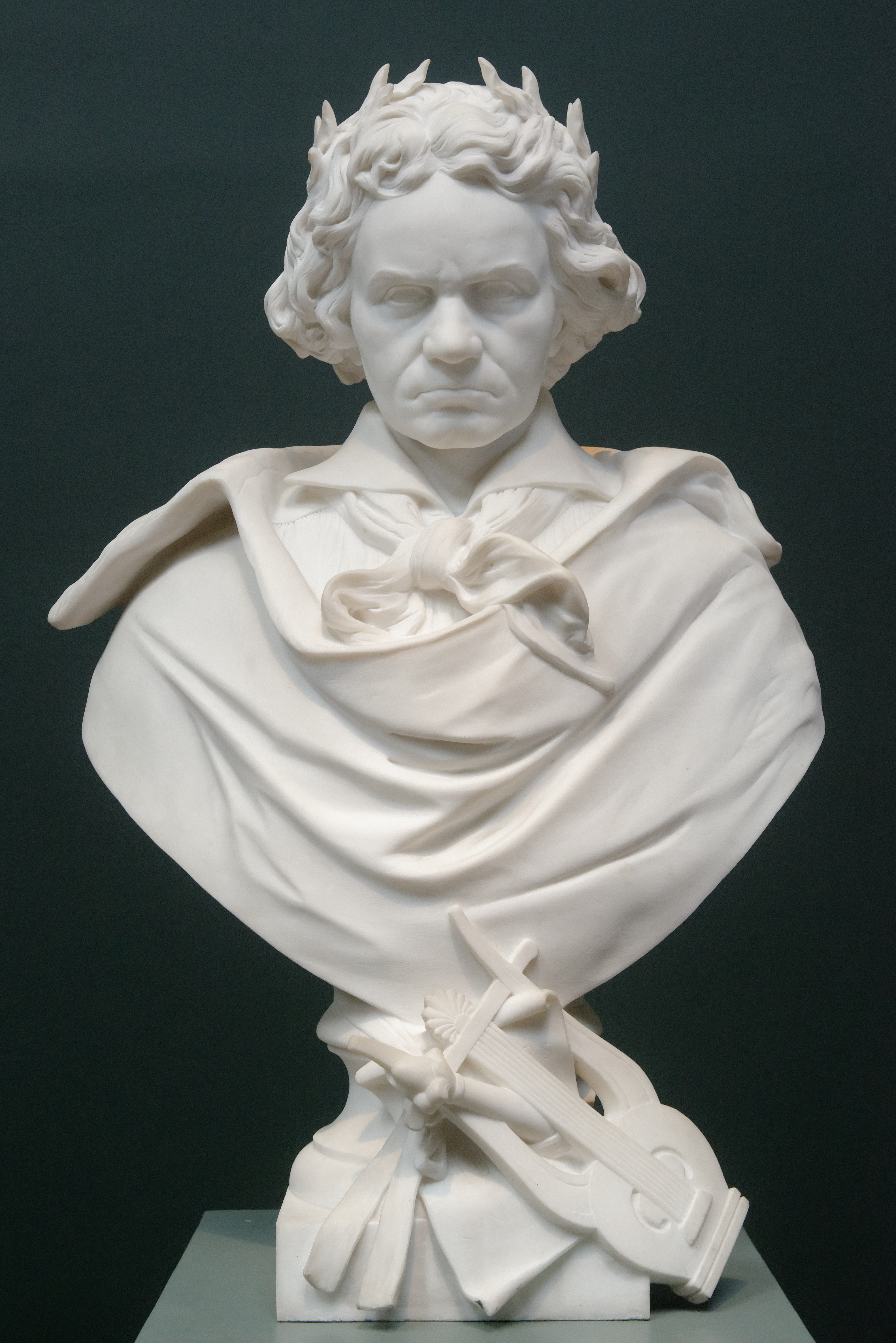
Ludwig van Beethoven, Ny Carlsberg Glyptotek, Copenaghen (anni 1870)